# Herman Bing
Herman Bing (* 30. März 1889 in Frankfurt am Main; † 9. Januar 1947 in Los Angeles, Kalifornien) war ein deutscher Schauspieler. Als Komiker wirkte er in Hollywood von Ende der 1920er Jahre bis Mitte der 1940er Jahre in weit über einhundert Spielfilmen mit.

## Leben
Sein Vater war der Opernbariton Max Bing. Lange Zeit trat er fast nur in Zirkussen und Varietés auf und war Produzent, bis er 1926 im Zuge der Delegation von Friedrich Wilhelm Murnau von diesem nach Hollywood mitgenommen wurde. Er arbeitete eng mit Murnau zusammen, so diente Bing ihm unter anderem als Dolmetscher und Regieassistent, bis er selbst nach Murnaus Tod immer mehr begann, als Darsteller Filme zu drehen.
Durch seinen deutschen Akzent mit dem typischen „rollenden R“ wurde er bald ein beliebter und bekannter Nebendarsteller, der vergleichbar mit Fritz Feld vor allem in Komödien als Ausländer besetzt wurde. In dem Film Dumbo kam er 1941 als Sprecher des Zirkusdirektors zum Einsatz. Bald darauf ließen Bings Engagements stark nach, da seine Darstellungen von komisch-liebenswerten Deutschen im Umfeld des Zweiten Weltkrieges nicht mehr gefragt waren. Er litt an Depressionen und beging im Jahr 1947 mit einer Pistole Suizid.

## Filmografie (Auswahl)
- 1921: Ciska Barna, die Zigeunerin
- 1927: Sonnenaufgang – Lied von zwei Menschen (Sunrise: A Song of Two Humans) (auch Regieassistent)
- 1929: Married in Hollywood
- 1930: Anna Christie
- 1931: Menschen hinter Gittern
- 1931: The Great Lover
- 1931: The Guardsman
- 1932: Mord in der Rue Morgue (Murders in the Rue Morgue)
- 1932: Radio-Polizei-Patrouille (Radio Patrol)
- 1932: Die große Pleite (The Crash)
- 1932: Silberdollar (Silver Dollar)
- 1932: Big City Blues
- 1932: Three on a Match
- 1932: Ring frei für die Liebe (Flesh)
- 1932: In einem anderen Land (A Farewell to Arms)
- 1933: Dinner um acht (Dinner at Eight)
- 1933: Meine Lippen lügen nicht (My Lips Betray)
- 1933: Parade im Rampenlicht (Footlight Parade)
- 1933: Der Frauenheld (Lady Killer)
- 1934: Mandalay
- 1934: The Cat and the Fiddle
- 1934: Napoleon vom Broadway (Twentieth Century)
- 1934: Die schwarze Katze (The Black Cat)
- 1934: Harold Lloyd, der Strohmann (The Cat’s-Paw)
- 1934: Hide-Out
- 1934: Das leuchtende Ziel (One Night of Love)
- 1934: Die lustige Witwe (The Merry Widow)
- 1934: Ich kämpfe für dich (Evelyn Prentice)
- 1934: Broadway Bill
- 1934: Zirkus Barnum (The Mighty Barnum)
- 1935: Helden von Heute (West Point of the Air)
- 1935: Jeden Abend um acht (Every Night at Eight)
- 1935: Goldfieber in Alaska (The Call of the Wild)
- 1935: San Francisco im Goldfieber (Barbary Coast)
- 1935: Liebe im Handumdrehen (Hands Across the Table)
- 1935: Fräulein Wirbelwind (Vagabond Lady)
- 1935: 1,000 Dollars a Minute
- 1936: Rose-Marie
- 1936: Der große Ziegfeld (The Great Ziegfeld)
- 1936: The King Steps Out
- 1936: Gefährliche Fracht (Human Cargo)
- 1936: That Girl from Paris
- 1937: Maienzeit (Maytime)
- 1937: Jeder Tag ein Feiertag (Every Day’s a Holiday)
- 1938: Drei Männer im Paradies (Paradise for Three)
- 1938: Blaubarts achte Frau (Bluebeard’s Eighth Wife)
- 1938: Liebe zu viert (Four’s a Crowd)
- 1938: Der große Walzer (The Great Waltz)
- 1938: Singende Herzen (Sweethearts)
- 1940: Broadway Melodie 1940 (Broadway Melody of 1940)
- 1940: Bitter Sweet
- 1941: Dumbo (Sprechrolle)
- 1941/45: I Was a Criminal
- 1942: The Devil with Hitler (Kurzfilm)
- 1946: Rendezvous 24
- 1946: Tag und Nacht denk’ ich an Dich (Night and Day)